# Diacre permanent

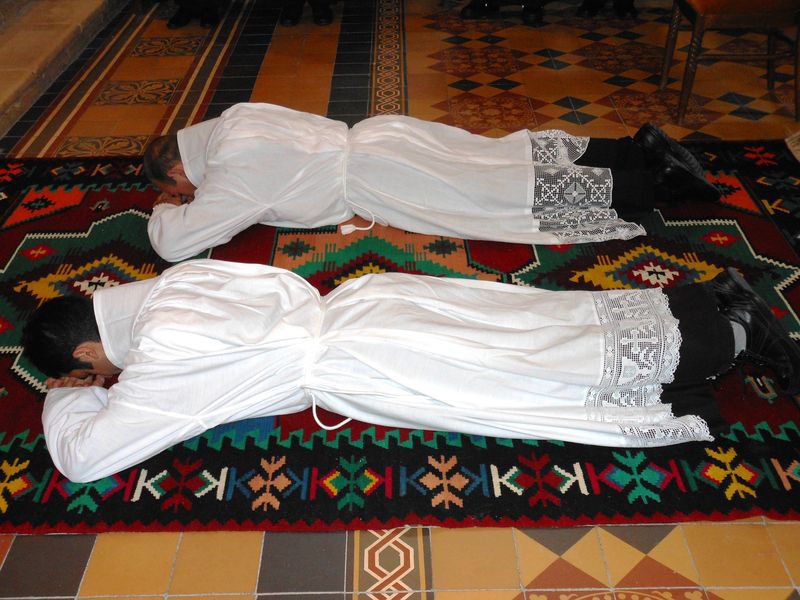
Ordination de diacres.

Le concile Vatican II (1962-1965) a réinstauré une forme ancienne du clergé catholique : les diacres permanents. Plus exactement, le concile Vatican II a restauré l'état permanent du diaconat,.
Le sacrement de l'Ordre est constitué depuis les premiers siècles de trois degrés : diacre, prêtre et évêque. Du XIIe siècle au concile Vatican II, les diacres ne l'étaient que transitoirement avant d'être ordonnés prêtres. Aujourd'hui, il y a des diacres en vue du sacerdoce (vers la prêtrise) et des diacres en vue du service (diacre permanent).

## Conditions du diaconat
Le concile Vatican II a réinstauré dans la tradition occidentale, l'état permanent du diacre. Toute ordination, dans l'Église catholique est permanente ; le terme souligne donc le fait que le clerc ne va pas recevoir d'ordination supplémentaire (comme le font les prêtres, qui sont tous diacres). Le diacre peut désormais être choisi parmi des hommes mariés à condition que l'épouse donne son accord et participe à la formation que reçoit son mari. Le diacre permanent peut être également célibataire. 
Par l'ordination, il reste permanent dans l'état où il a été ordonné : célibataire ou marié. Un diacre célibataire ne peut plus se marier ; un diacre marié qui devient veuf ne peut pas se remarier, sauf dispense. 
Trois cas sont prévus par la circulaire de juin 1997 pour ladite dispense : 1°) la grande utilité du ministère louablement exercé par le diacre en faveur de son diocèse ; 2°) la présence d'enfants de jeune âge, ayant besoin d'être entourés de soins maternels ; 3°) la présence de parents ou de beaux-parents âgés, ayant besoin d'assistance.

## Missions du diacre
Le diacre représente le Christ en tant que « serviteur ». Il agit « au nom du Christ »,.
À ce titre, il est souvent chargé d'œuvres caritatives, il peut animer les temps de prière, porter le viatique aux mourants, présider aux rites funèbres. Il participe étroitement à la liturgie de la messe : il proclame l'Évangile, il peut faire l'homélie, il reçoit les offrandes des fidèles, met le vin dans le calice et y ajoute l'eau, élève le calice à la doxologie, il invite au geste de paix et envoie l'assemblée à la fin de l'Eucharistie.
Il peut prêcher, administrer le baptême et assister au mariage et le bénir. Il peut être ou non en mission auprès d'un prêtre. Il est présence de l'Église dans le monde et il peut l'être en certains endroits où cela est plus difficile pour un prêtre tel que le monde professionnel.
Le statut des diacres permanents est régi par les textes de Vatican II, et par le motu proprio de Paul VI Sacrum Diaconatus Ordinem du 18 juin 1967, ainsi que par le directoire du 22 février 1998 de la Congrégation pour le clergé.
Par ailleurs, le motu proprio Omnium in mentem du 26 octobre 2009 rectifie deux canons qui traitent du statut du diacre, les canons 1008 et 1009.